# Problema dels dos cossos

Dos cossos orbitant al voltant del seu centre de masses en òrbites el·líptiques.

Dos cossos amb una petita diferència de massa orbitant al voltant del seu centre de massa, les mides dibuixats són similars als del sistema Plutó-Caront.

En mecànica clàssica, el problema dels dos cossos té per objectiu determinar el moviment de dues partícules puntuals que només interactuen entre si. 
Les lleis de Newton permeten reduir el problema dels dos cossos a un problema d'un cos equivalent, és a dir, resoldre el moviment d'una partícula sotmesa a un camp gravitatori conservatiu i que per tant deriva d'un potencial extern. Atès que el problema es pot resoldre de forma exacta, el problema dels dos cossos corresponent també es pot resoldre amb exactitud. Per contra, el problema dels tres cossos (i, més generalment, el problema dels n cossos amb {\displaystyle n\geq 3}) no pot es pot resoldre analíticament de forma exacta, excepte en casos especials.

## Descripció del problema

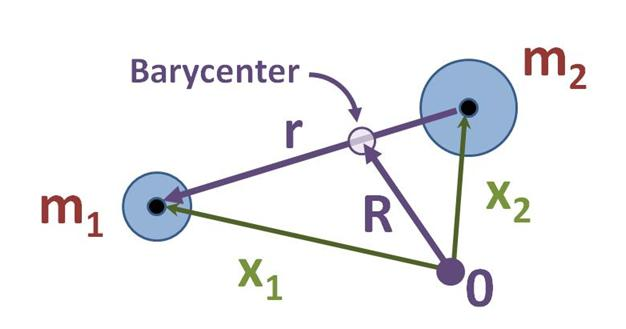
Coordenades de Jacobi en el problema dels dos cossos; les coordenades són i on.

Siguin {\displaystyle \mathbf {x} _{1}} i {\displaystyle \mathbf {x} _{2}} les posicions de dos cossos, i {\displaystyle m_{1}} i {\displaystyle m_{2}} les seves masses.
La segona llei de Newton determina que

{\displaystyle \mathbf {F} _{1,2}(\mathbf {x} _{1},\mathbf {x} _{2})=m_{1}{\ddot {\mathbf {x} }}_{1}} (equació 1)
{\displaystyle \mathbf {F} _{2,1}(\mathbf {x} _{1},\mathbf {x} _{2})=m_{2}{\ddot {\mathbf {x} }}_{2}} (equació 2)

on {\displaystyle \mathbf {F} _{12}} és la força que experimenta la massa 1 a causa de la seva interacció amb la massa 2, {\displaystyle \mathbf {F} _{21}} és la força que experimenta la massa 2 a causa de la seva interacció amb la massa 1, i {\displaystyle {\ddot {\mathbf {x} }}_{1},{\ddot {\mathbf {x} }}_{2}} representen la derivada segona respecte el temps de la posició dels cossos 1 i 2 respectivament.
La suma de les dues equacions produeix una equació que descriu el moviment del centre de masses (baricentre) del sistema. La resta de la segona equació de la primera produeix una equació que descriu la variació amb el temps del vector r = x1 − x₂ entre les dues masses. Les solucions d'aquestes dues equacions independents de problemes d'un cos poden combinar-se per a obtenir les trajectòries x1(t) i x₂(t).

## Moviment de les dues masses

### Moviment del centre de masses (primer problema d'un cos)
La suma de les dues equacions (1) i (2) produeix:
{\displaystyle m_{1}{\ddot {\mathbf {x} }}_{1}+m_{2}{\ddot {\mathbf {x} }}_{2}=(m_{1}+m_{2}){\ddot {\mathbf {R} }}=\mathbf {F} _{12}+\mathbf {F} _{21}=0}
on s'ha emprat la tercera llei de Newton, F₁₂ = −F21, i on 
{\displaystyle {\ddot {\mathbf {R} }}\equiv {\frac {m_{1}{\ddot {\mathbf {x} }}_{1}+m_{2}{\ddot {\mathbf {x} }}_{2}}{m_{1}+m_{2}}}}
{\displaystyle \mathbf {R} } és la posició del centre de masses del sistema.
L'equació resultant
{\displaystyle {\ddot {\mathbf {R} }}=0}
mostra com la velocitat V = dR/dt del centre de masses és constant, d'on s'extreu que la quantitat de moviment m1 v1 + m₂ v₂ també es constant (conservació del moment). Per tant, la posició R(t) del centre de masses pot ser determinada en qualsevol instant de temps a partir de les posicions i velocitats inicials.

### Moviment del vector de desplaçament (segon problema d'un cos)
Restant l'equació (2) de l'equació (1), s'obté:
{\displaystyle {\ddot {\mathbf {x} }}_{1}-{\ddot {\mathbf {x} }}_{2}=\left({\frac {\mathbf {F} _{12}}{m_{1}}}-{\frac {\mathbf {F} _{21}}{m_{2}}}\right)=\left({\frac {1}{m_{1}}}+{\frac {1}{m_{2}}}\right)\mathbf {F} _{12}}
on s'ha emprat {\displaystyle \mathbf {F} _{12}=-\mathbf {F} _{21}} segons la tercera llei de Newton.
El vector de posició relativa entre les dues masses, {\displaystyle \mathbf {r} }, és
{\displaystyle \mathbf {r} \equiv \mathbf {x} _{1}-\mathbf {x} _{2}}
L'equació pot reescriure's com:
{\displaystyle \mu {\ddot {\mathbf {r} }}=\mathbf {F} (\mathbf {r} )}
on {\displaystyle \mu } és la massa reduïda i s'expressa com
{\displaystyle \mu ={\frac {1}{{\frac {1}{m_{1}}}+{\frac {1}{m_{2}}}}}={\frac {m_{1}m_{2}}{m_{1}+m_{2}}}}

### Moviment de les dues masses
Les equacions d'{\displaystyle \mathbf {R} } i {\displaystyle \mathbf {r} } permeten obtenir finalment les equacions de moviment de cada un dels dos cossos del sistema:
{\displaystyle \mathbf {x} _{1}(t)=\mathbf {R} (t)+{\frac {m_{2}}{m_{1}+m_{2}}}\mathbf {r} (t)}
{\displaystyle \mathbf {x} _{2}(t)=\mathbf {R} (t)-{\frac {m_{1}}{m_{1}+m_{2}}}\mathbf {r} (t)}
Ambdues equacions es verifiquen de forma senzilla mitjançant la substitució en elles d'{\displaystyle \mathbf {R} } i {\displaystyle \mathbf {r} }.

## Propietats del moviment

### El moviment de dos cossos és pla
El moviment de dos cossos que interactuen entre si sempre està en un pla.
El moment angular del sistema, {\displaystyle \mathbf {L} } s'expressa com
{\displaystyle \mathbf {L} =\mathbf {r} \times \mathbf {p} =\mathbf {r} \times \mu {\frac {d\mathbf {r} }{dt}}}
on {\displaystyle \mathbf {p} } és el moment lineal i {\displaystyle \mu } és la massa reduïda. {\displaystyle \times } denota un producte vectorial.
La variació del moment angular amb el temps és igual al moment de força {\displaystyle \mathbf {N} }
{\displaystyle {\frac {d\mathbf {L} }{dt}}={\dot {\mathbf {r} }}\times \mu {\dot {\mathbf {r} }}+\mathbf {r} \times \mu {\ddot {\mathbf {r} }}=\mathbf {r} \times \mathbf {F} =\mathbf {N} }
on
{\displaystyle \mathbf {F} =\mu {\frac {d^{2}\mathbf {r} }{dt^{2}}}}
La força entre les dues partícules està en la mateixa línia que les uneix i és paral·lela al radi vector, {\displaystyle \mathbf {F} \propto \mathbf {r} }. Per tant, utilitzant la propietat del producte vectorial que estableix que el producte vectorial de dos vectors que apunten a la mateixa direcció és nul, {\displaystyle \mathbf {r} \times \mathbf {F} =0},
{\displaystyle {\dot {\mathbf {L} }}=0}
El moment angular {\displaystyle \mathbf {L} } és constant (es conserva). Per tant, el vector de desplaçament {\displaystyle \mathbf {r} } i el vector de velocitat {\displaystyle {\dot {\mathbf {r} }}} sempre es troben en un pla perpendicular al vector constant {\displaystyle \mathbf {L} }.

### Llei de les àrees
Per demostrar la llei de les àrees o equació de Kepler de forma senzilla, és útil canviar a les coordenades polars, ja que el moviment està en un pla i, per a molts problemes físics, la força {\displaystyle \mathbf {F} ({\vec {r}})} només és una funció del radi {\displaystyle r} (és una força central).
En moure's durant un instant de temps el vector de posició {\displaystyle {\vec {r}}} descriu una àrea elemental
{\displaystyle d{\mathcal {A}}={\frac {r^{2}d\theta }{2}}}
de manera que la velocitat areolar o àrea escombrada pel vector de posició en la unitat de temps és:
{\displaystyle {\frac {d{\mathcal {A}}}{dt}}={\frac {r^{2}{\dot {\theta }}}{2}}}.
El mòdul del moment angular
{\displaystyle L=\mu r^{2}\omega }
on {\displaystyle \omega \equiv {\dot {\theta }}}.
Per tant, es pot expressar la velocitat areolar en funció del moment angular
{\displaystyle {\frac {d{\mathcal {A}}}{dt}}={\frac {L}{2m}}={\frac {C}{2}}=const}
amb {\displaystyle C=L\mu \,} és la "constant de les àrees".
Aquesta llei de les àrees o segona llei de Kepler va ser enunciada empíricament per primera vegada el 1609 per Johannes Kepler i explica el moviment dels planetes al voltant del Sol. Aquest fenomen és una propietat general del moviment de les forces centrals. Per tant, és per tant més general que les forces de la gravitació inversament proporcionals al quadrat de la distància.
El moviment d'un planeta en el pla de la seva òrbita es compon de dos moviments: un l'angle que gira el radi vector i l'altre el seu acostament o allunyament del primari, és a dir la variació del mòdul del radi vector amb el temps. La llei de les àrees determina que, un cos gira més de pressa quan és a prop i lent quan està lluny i ho fa quantitativament, com per poder establir l'angle de gir, encara que és difícil. Per obtenir l'angle de gir E amb el temps cal expressar aquesta fórmula d'una altra manera:
{\displaystyle M=E-e\sin E\;}
Aquesta fórmula s'anomena equació de Kepler, on M és l'anomalia mitjana, e és l'excentricitat i E l'anomalia excèntrica.

### L'òrbita
Tot objecte en l'univers atrau a un altre objecte al llarg de la línia que uneix el centre dels objectes, proporcional a les masses de cada objecte, i inversament proporcional al quadrat de la distància entre ells.
En la segona llei de Newton l'acceleració a és de la forma
{\displaystyle \mathbf {a} ={\frac {d^{2}\mathbf {r} }{dt^{2}}}=f(r){\hat {\mathbf {r} }}}
En coordenades polars, i considerant que l'òrbita està en el pla OXY, la velocitat i l'acceleració s'expressen
{\displaystyle {\frac {d\mathbf {r} }{dt}}={\dot {r}}{\hat {\mathbf {r} }}+r{\dot {\theta }}{\hat {\boldsymbol {\theta }}}}
{\displaystyle {\frac {d^{2}\mathbf {r} }{dt^{2}}}=({\ddot {r}}-r{\dot {\theta }}^{2}){\hat {\mathbf {r} }}+(r{\ddot {\theta }}+2{\dot {r}}{\dot {\theta }}){\hat {\boldsymbol {\theta }}}}
Descomposant l'acceleració per components, i donat que només existeix força en la component radial:
{\displaystyle {\ddot {r}}-r{\dot {\theta }}^{2}=f(r)}
{\displaystyle r{\ddot {\theta }}+2{\dot {r}}{\dot {\theta }}=0}
Substituint {\displaystyle {\ddot {\theta }}} i {\displaystyle {\dot {r}}} en la segona equació, s'obté
{\displaystyle r{d{\dot {\theta }} \over dt}+2{dr \over dt}{\dot {\theta }}=0}
Reordenant i agrupant les variables, s'obté
{\displaystyle {\frac {d{\dot {\theta }}}{\dot {\theta }}}=-2{\frac {dr}{r}}}
La integració d'aquesta equació és:
{\displaystyle \ln \ell =\ln r^{2}+\ln {\dot {\theta }},}
on {\displaystyle \ln \ell } és la constant d'integració, essent {\displaystyle \ell =r^{2}{\dot {\theta }}} el moment angular específic (per unitat de massa).
A continuació, s'introdueix el següent canvi de variable:
{\displaystyle r={\frac {1}{u}}}
I s'obtenen les noves expressions per la velocitat i l'acceleració, respectivament:
{\displaystyle {\dot {r}}=-{\frac {1}{u^{2}}}{\dot {u}}=-{\frac {1}{u^{2}}}{\frac {d\theta }{dt}}{\frac {du}{d\theta }}=-\ell {\frac {du}{d\theta }}}
{\displaystyle {\ddot {r}}=-\ell {\frac {d}{dt}}{\frac {du}{d\theta }}=-\ell {\dot {\theta }}{\frac {d^{2}u}{d\theta ^{2}}}=-\ell ^{2}u^{2}{\frac {d^{2}u}{d\theta ^{2}}}.}
En l'expressió de l'acceleració, s'ha tingut en compte que {\displaystyle {\dot {\theta }}=u^{2}\ell }. L'equació de moviment en {\displaystyle {\hat {\mathbf {r} }}}, 
{\displaystyle {\ddot {r}}-r{\dot {\theta }}^{2}=f(r)}
es reescriu com
{\displaystyle {\frac {d^{2}u}{d\theta ^{2}}}+u=-{\frac {1}{\ell ^{2}u^{2}}}f\left({\frac {1}{u}}\right)}
La llei de la gravitació universal indica que la força per unitat de massa és
{\displaystyle F\left({1 \over u}\right)=f(r)=-\,{GM \over r^{2}}=-GMu^{2}}
on G és la constant de gravitació universal i M és la massa de l'estrella. Per tant,
{\displaystyle {\frac {d^{2}u}{d\theta ^{2}}}+o={\frac {GM}{\ell ^{2}}}}
Aquesta equació diferencial té la solució general
{\displaystyle u={\frac {GM}{\ell ^{2}}}{\bigg [}1+e\cos(\theta -\theta _{0}){\bigg ]}}
on e i θ0 són constants arbitràries d'integració. Desfent el canvi de variable, i considerant {\displaystyle \theta _{0}=0},
{\displaystyle r={1 \over u}={\frac {\ell ^{2}/GM}{1+e\cos \theta }}}
Aquesta és l'equació d'una cònica amb excentricitat e i origen en un focus. Per tant, la primera llei de Kepler és un resultat directe de la llei de la gravitació i de la segona llei de Newton del moviment. {\displaystyle \theta } rep el nom d'anomalia veritable i és l'angle que forma el radi vector amb el periastre. L'excentricitat i l'anomalia veritable són elements orbitals que defineixen una òrbita.